# Somerton (Somerset)
 For alternative betydninger, se Somerton. (Se også artikler, som begynder med Somerton)
Somerton er en by i South Somerset-distriktet, Somerset, England, med et indbyggertal (pr. 2015) på 4.279. Byen ligger 192 km fra London. Den nævnes i Domesday Book fra 1086, hvor den kaldes Sumertone/Summertone/Sumertona.